# سرغوس (حشرة)
السَّرْغُوس هو جنس من فصية الذبابية الجندية.